# Harry Neville
Pour les articles homonymes, voir Neville.
Harry Neville (né le 24 mars 1867 à Launceston, en Australie et mort le 25 janvier 1945  à Hempstead, État de New York) est un acteur australien.

## Théâtre
- 1913 : The Master Mind de Daniel D. Carter
- 1913 : The Little Cafe de C.M.S. McLellan (livret et lyrics), Ivan Caryll (musique) : Philibert
- 1915 : Ghosts de Henrik Ibsen : Jacob Engstrand
- 1922 : Candida de George Bernard Shaw : Mr. Burgess
- 1923 : The Enchanted Cottage de Arthur Wing Pinero : Rev. Charles Corsellis
- 1924 : The Fake de Frederick Lonsdale : Dr. Hesketh Pointer
- 1925 : The Butter and Egg Man de George S. Kaufman : Cecil Benham
- 1926 : Service For Two de Martin Flavin : un invité
- 1927 : Playing the Game de Bruce Reynolds : Barnes
- 1944 : Embezzled Heaven de Ladislaus Bus-Fekete et Mary Helen Fay : Kompert

## Filmographie
- 1916 : The Pretenders  de George D. Baker : Dugan
- 1916 : The Blindness of Love de Charles Horan : Leeds
- 1917 : The Man Hater de Albert Parker : le père de Phemie